# Jordi Teixidor de Otto
Jordi Teixidor d'Otto, (València, 1941), és un pintor valencià.

## Biografia
Format artísticament entre 1959 i 1964 a l'Escola Superior de Belles arts de Sant Carlos de València.
L'any 1966 va ser especialment significatiu en la seva carrera professional, ja que a més de realitzar la seva primera mostra individual a la Sala Mateu de la seva ciutat natal, és nomenat, juntament amb José María Yturralde, conservador del Museu d'Art Abstracte de Conca, on treballarà els estius de 1966 i 1967 i on coneix a la generació de l'anomenat “grup de Conca”, integrat, entre d'altres, per Gustavo Torner, Gerardo Rueda i Fernando Zóbel.
També el 1966 forma part del grup Nova Generació, promogut pel crític Juan Antonio Aguirre. És l'època en què usa la fusta com a suport i en la qual les formes retallades que fa relacionen el seu treball amb els plantejaments de la pintura hard-edge. Per aquests anys coneix al grup Supports-surfaces, promogut per teòrics i pintors francesos.
En 1973 viatja per primera vegada a Nova York, on coneix directament la pintura nord-americana dels anys cinquanta, centrant-se el seu interès sobretot en Mark Rothko, Barnett Newman i Ad Reinhardt. De Newman assimila l'ocupació de bandes laterals, que incorpora de forma conscient en la seva obra.
En 1975 entra en contacte amb el grup de la revista Trama, que representa la tendència Supports-surfaces a Espanya. Participa en l'exposició 10 Abstractes en la galeria Buades de Madrid i fa en aquesta mateixa ciutat la seva primera exposició en la galeria Vandrés.
En 1976 participa en la Biennal de Venècia en la mostra Espanya: Avantguarda artística i realitat social. 1936-1976.
En 1977 inicia les sèries monocromes (blanca, rosa i groc) i en 1979 és becat per la Fundació Joan March, instal·lant-se a Nova York fins a 1981. En aquest temps és seleccionat per Margit Rowell per participar en l'exposició New Images from Spain, al Solomon R. Guggenheim Museum de Nova York.
En 1982 s'instal·la a Madrid i en 1990 comença les sèries els títols de les quals al·ludeixen al límit (Els límits de la memòria, Els límits de l'engany, Els límits de la raó, etc). Altres quadres importants d'aquest moment són La mort del poeta i El silenci de Glenn Gould, del que farà una segona versió en 1995.
En 1994 inicia la sèrie de les Contradiccions, detectant-se un progressiu abandó del color fins a arribar al negre.
En 1997 se li fa una exposició retrospectiva en l'Institut Valencià d'Art Modern que es tancava en una gran sala amb setze quadres negres. Durant el següent bienni continua amb major rigor l'ús del negre, encara que incorpora colors d'or com a únic component del quadre. És el moment dels Paisatges nòrdics i de la trilogia composta pel final de la batalla, La mort de Virgili i La derrota.
L'any 2000 és nomenat acadèmic de la Reial Acadèmia de Belles arts de San Fernando de Madrid. Després de l'última sèrie esmentada, pinta quadres realitzats amb línies que s'entrecreuen sobre superfícies negres, recuperant aspectes gestuals d'altres èpoques. Amb la sèrie dedicada a la mort de l'anarquista, de 2002, les zones treballades gestualment s'incorporen a quadres horitzontals de gran format. En altres sèries gairebé simultànies, continua l'ocupació del negre com a camp de color a un temps generador i provocador, mentre que en la sèrie Àfrica i en La visita d'Ulrich incorpora elements informals i capritxosos en contrapunt amb el rigor general de l'obra.
L'any 2014 Jordi Teixidor va obtenir el Premi Nacional d'Arts Plàstiques que concedeix el Ministeri de Cultura.

## Obres
- 1967 Blau amb porta
- 1975 Sobretot
- 1978 Bandes grogues
- 1982 Verderol, llit d'abril
- 1986 El mar és el camí
- 1989 Els límits de la memòria
- 1994 Les contradiccions
- 1995 El silenci de Glenn Gould 2
- 1999 La mort de Virgili
- 1999 Retaule I
- 2003 Ulrich